# British Academy of Film and Television Arts

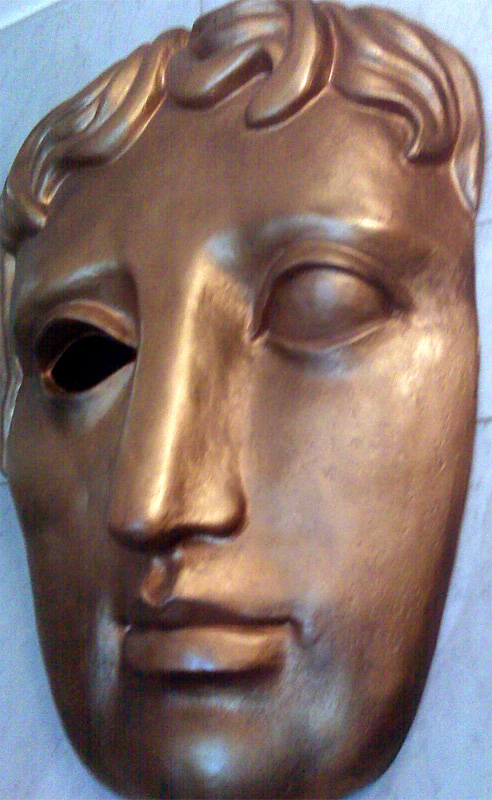
Modell der als Auszeichnung vergebenen „BAFTA-Maske“ in der Hauptgeschäftsstelle am Londoner Piccadilly Circus

Die British Academy of Film and Television Arts, abgekürzt BAFTA (wörtlich: Britische Akademie der Film- und Fernsehkunst), ist eine britische Organisation, die jährlich Preise für herausragende Leistungen in den Bereichen Kinofilm, Fernsehen, Kinder-Unterhaltung und interaktive Medien vergibt.

## Einführung
Die BAFTA setzt sich aus Mitgliedern der Britischen Filmakademie (British Film Academy) und der Gilde der Fernsehproduzenten und Intendanten (Guild of Television Producers and Directors) zusammen.
Die Britische Filmakademie wurde am 16. April 1947 in einem Londoner Hotel von Filmschaffenden gegründet. Ihre Absicht war es, die nach dem Zweiten Weltkrieg geschwächte nationale Filmindustrie zu stärken und ihr kreatives Potenzial zu fördern. Zu den Gründern gehörten unter anderem Michael Balcon, Sir Alexander Korda, David Lean und Carol Reed.
Stimmberechtigtes Mitglied der Akademie kann werden, wer mindestens vier Jahre Berufserfahrung in den Branchen Film, Fernsehen und interaktive Medien aufzuweisen hat und von einem bereits bestehenden Mitglied für eine Mitgliedschaft vorgeschlagen wurde. 2010 zählte die Akademie circa 6.500 Mitglieder.
Die Hauptgeschäftsstelle der BAFTA befindet sich am Piccadilly Circus. Die derzeitige Vorsitzende ist Pippa Harris.

## BAFTA Awards
Die Akademie vergibt alljährlich Auszeichnungen in den folgenden Sparten:

### Film
Die British Academy Film Awards (kurz BAFTA Awards oder BAFTA Film Awards) wurden erstmals 1948 vergeben und zeichnen nationale und ausländische Filmschaffende und Filmproduktionen aus, die während des vergangenen Kalenderjahres in Großbritannien veröffentlicht wurden. Sie gelten als britisches Gegenstück zum US-amerikanischen Oscar und werden alljährlich im Februar verliehen. Sponsor ist das Telekommunikationsunternehmen EE Limited.

### Fernsehen
Die British Academy Television Awards werden seit 1954 analog zum US-amerikanischen Fernsehpreis Emmy verliehen. Bis auf den International Award und einen Publikumspreis ist der überwiegende Teil der mehr als 20 Kategorien allein für britische Fernsehproduktionen (u. a. Spielfilme, Serien, Dokumentationen) reserviert. Sie werden i. d. R. alljährlich im Mai/Juni vergeben. Sponsor ist der Elektronikkonzern Philips, weshalb der Fernsehpreis offiziell als Philips British Academy Television Awards firmiert.

### Kinderprogramme
Die British Academy Children’s Awards werden i. d. R. jedes Jahr im Oktober/November in London vergeben und prämieren die besten Angebote für Kinder. Neben Serien, Spielfilmen und Lernprogrammen werden auch Videospiele und Internetangebote ausgezeichnet. Die erste Verleihung fand im Jahr 1969 statt.

### Hinter der Fernsehkamera
Die British Academy Television Craft Awards wurden 1999 erstmals vergeben und ein Jahr später aus den British Television Film Awards ausgegliedert. Honoriert werden die Leistungen von Fernsehschaffenden hinter der Kamera, u. a. Regisseure, Editoren, Drehbuchautoren, Kameraleute, Komponisten, Kostümdesigner, Tontechniker oder Spezial-Effekte-Künstler. Die letzte Verleihung fand Ende April in London statt.

### Videospiele
Die British Academy Video Games Awards gingen 1998 aus den BAFTA Interactive Entertainment Awards hervor. Gegenwärtig werden Preisträger in 15 Kategorien gekürt, darunter aus den Bereichen Familie, Strategie, Sport, Multiplayer oder Musik oder Drehbuch. Die letzte Verleihung fand Mitte März in London statt.

### Weitere
Ein Ehrenpreis (Academy Fellowship) wird von der BAFTA bei den British Academy Film Awards, den British Television Film Awards und den British Academy Video Games Awards vergeben.
Die Britannia Awards werden jährlich in Los Angeles verliehen und ehren einzelne Film- und Fernsehschaffende. 
Darüber hinaus werden separat Filme und Fernsehprogramme in Schottland (BAFTA Scotland Awards) und in Wales (BAFTA Cymru Awards) preisgekrönt.